# 룩 앳 미 (2004년 영화)
《룩 앳 미》(프랑스어: Comme Une Image)/(영어: Look At Me)는 프랑스에서 제작된 아네스 자우이 감독의 2004년 드라마 영화이다. 마릴루 베리 등이 주연으로 출연하였고 장 필립 안드라카 등이 제작에 참여하였다.

## 출연

### 주연
- 마릴루 베리 - 로리
- 아네스 자우이 - 실비아

### 조연
- 장 피에르 바크리 - 카사르
- 로랑 그레빌 - 피에르
- 비르지니 드사르노 - 카린
- 케인 부이자 - 세바스찬
- 그레고이레 오에스테르만 - 빈센트
- 세르게 리아보우키네 - 펠릭스
- 미셸 모레티 - 에디트

## 기타
- 미술: 올리비에 자퀘트
- 의상: 재키 뷔뎅
- 배역: 브리짓 므와동

## 한국어 더빙 성우진(SBS) (2008년 4월 27일)
- 이계윤 - 로리타(마릴루 베리)
- 윤소라 - 실비아(아네스 자우이)
- 설영범 - 카사르(장 피에르 바크리)
- 권혁수 - 피에르(로랑 그레빌) / 합창 단원(로랑 버리)
- 이영주 - 에디트(미셸 모레티)
- 장승길 - 빈센트(그레고이레 오에스테르만) / 택시 기사(장 피에르 라제리니)
- 오인성 - 펠릭스(세르게 리아보우키네)
- 김승태 - 편집장(올리비에르 클라베리에) / 합창 단원(로미오 피단자)
- 김장 - 세바스찬(케인 부이자)
- 김지혜 - 카린(비르지니 드사르노) / 룬나(엠마 베죠)
- 변현우 - 마티유(줄리앙 바움가트너)

### SBS판 스태프
- 컴퓨터그래픽 - 이상렬
- CG - 한혜원
- 녹음 - 오승훈
- 편집감독 - 옥도일
- CM운행·편집 - 백광제
- 번역 - 김희영
- 연출 - 배숙현